# Anakonda (film)
Anakonda (tytuł oryg. Anaconda) – film fabularny produkcji amerykańskiej z 1997 roku.
Powstał sequel filmu: Anakondy: Polowanie na krwawą orchideę (2004). Zrealizowane dwa kolejne filmy z serii zostały filmami telewizyjnymi.

## Fabuła
Grupa filmowców, którą kieruje Terri Flores, wybiera się do amazońskiej dżungli, by odnaleźć i sfotografować plemię żyjące w izolacji od reszty świata. W jej skład wchodzą oprócz Flores jej narzeczony – Steven Cale, żeglarz Mateo, kamerzysta Danny Rich, prezenter Warren Westridge, geograf Gary Dixon, i jego narzeczona – Denise Kalberg. W pewnym momencie wyprawy dołącza do nich tajemniczy myśliwy – Paul Sarone. W miarę rozwoju wydarzeń jest coraz gorzej. Ranny zostaje Steven Cale. Wkrótce potem członkowie wyprawy gubią się w dżungli. Sarone, Mateo i Danny Rich idą zbadać okolice. Z wyprawy tej nie wraca Mateo. Sarone mówi wyprawie, że zabiła go olbrzymia anakonda, którą próbuje od lat upolować, ale nikt mu nie wierzy. Wkrótce potem Sarone sprowadza na barkę ową anakondę, która terroryzuje ludzi i zabija Gary’ego Dixona. Sarone próbuje zaprowadzić własną tyranię na barce, ale wyprawie udaje się go pokonać i związać. Wkrótce barka zatrzymuje się w tajemniczych okolicznościach. Rich, Terri i Westridge idą ją popchnąć. Oszalała z rozpaczy Denise Kalberg chce w tym czasie zabić Sarone'a, ale ten ją morduje. W tym czasie trójkę bohaterów atakuje anakonda, która zabija Westridge'a, zjada zwłoki Kalberg, i w końcu zostaje zabita przez Flores. Sarone zostaje obezwładniony przy pomocy strzykawki ze środkiem nasennym i wrzucony do rzeki. Rich i Flores docierają do opuszczonego budynku, gdzie ponownie spotykają Sarone'a i następną anakondę, o wiele większą. Myśliwy ginie połknięty przez potwora, pozytywnym bohaterom udaje się jednak uciec, po czym odnajdują poszukiwane plemię. W tym też czasie Stevenowi Cale’owi udaje się wyzdrowieć.

## Obsada
- Jennifer Lopez jako Terri Flores
- Ice Cube jako Danny Rich
- Jon Voight jako Paul Sarone
- Eric Stoltz jako Steven Cale
- Jonathan Hyde jako Warren Westridge
- Kari Wuhrer jako Denise Kalberg
- Owen Wilson jako Gary Dixon
- Vincent Castellanos jako Mateo
- Danny Trejo jako kłusownik
- Frank Welker jako głos anakondy